# Nederlands kampioenschap shorttrack 2010
Het Nederlands kampioenschap  shorttrack 2010 werd op 27 en 28 februari gehouden in Tilburg.

## Resultatenoverzicht
|                    | Goud               | Zilver           | Brons            |
| ------------------ | ------------------ | ---------------- | ---------------- |
| Mannen senioren    | Freek van der Wart | Ingmar van Riel  | Rudy Koek        |
| Vrouwen senioren   | Yara van Kerkhof   | Jessica Ausma    | Rosalie Huisman  |
| Jongens junioren B | Adwin Snellink     | Mike Schepers    | Mark Prinsen     |
| Meisjes junioren B | Lara van Ruijven   | Lois Kloor       | Brenda Herder    |
| Jongens junioren C | Dennis Visser      | Dylan Hoogerwerf | Dennis Kruyswijk |
| Meisjes junioren C | Jessy Kauffman     | Manon de Boer    | Roza Kooystra    |

## Mannen

### Afstandsmedailles
| Onderdeel | Goud               | Zilver               | Brons                |
| --------- | ------------------ | -------------------- | -------------------- |
| 500m      | Freek van der Wart | Ingmar van Riel      | Christiaan Bökkerink |
| 1000m     | Rudy Koek          | Freek van der Wart   | Ingmar van Riel      |
| 1500m     | Freek van der Wart | Christiaan Bökkerink | Rudy Koek            |
| 3000m     | Freek van der Wart | Christiaan Bökkerink | Rudy Koek            |

### Puntenklassement
| #      | Schaatser            | 1500m | 500m | 1000m | 3000m | Afstandspunten | Finalepunten |
| ------ | -------------------- | ----- | ---- | ----- | ----- | -------------- | ------------ |
| Goud   | Freek van der Wart   | 1     | 1    | 2     | 5     | 9              | 92           |
| Zilver | Ingmar van Riel      | 11    | 2    | 3     | 2     | 18             | 55           |
| Zilver | Rudy Koek            | 3     | 5    | 1     | 4     | 13             | 55           |
| 4      | Daan Breeuwsma       | 6     | 4    | 9     | 1     | 20             | 50           |
| 5      | Christiaan Bökkerink | 2     | 3    | 8     | -     | 21             | 34           |
| 6      | Björn Postma         | 5     | 7    | 4     | 3     | 19             | 26           |
| 7      | Jeroen Sonneveld     | 4     | 8    | 6     | 6     | 24             | 10           |
| 8      | Itzhak de Laat       | 7     | 9    | 10    | -     | 26             | -            |
| 9      | Leon van Oosten      | 10    | 6    | 14    | -     | 30             | -            |
| 10     | Norbert Kershaw      | 8     | 12   | 16    | -     | 36             | -            |

## Vrouwen

### Afstandsmedailles
| Onderdeel | Goud             | Zilver              | Brons               |
| --------- | ---------------- | ------------------- | ------------------- |
| 500m      | Yara van Kerkhof | Jessica Ausma       | Rosalie Huisman     |
| 1000m     | Yara van Kerkhof | Rosalie Huisman     | Jessica Ausma       |
| 1500m     | Yara van Kerkhof | Magriet de Schutter | Hilda Wijnja        |
| 3000m     | Yara van Kerkhof | Jessica Ausma       | Magriet de Schutter |

### Puntenklassement
| #      | Schaatser           | 1500m | 500m | 1000m | 3000m | Afstandspunten | Finalepunten |
| ------ | ------------------- | ----- | ---- | ----- | ----- | -------------- | ------------ |
| Goud   | Yara van Kerkhof    | 1     | 1    | 1     | 1     | 4              | 136          |
| Zilver | Jessica Ausma       | 6     | 2    | 3     | 2     | 13             | 58           |
| Brons  | Rosalie Huisman     | 5     | 3    | 2     | 5     | 15             | 44           |
| 4      | Magriet de Schutter | 2     | 4    | 4     | 3     | 13             | 42           |
| 5      | Hilda Wijnja        | 3     | 8    | 5     | 4     | 20             | 26           |
| 6      | Lisa Terpstra       | 4     | 5    | 8     | 6     | 23             | 11           |
| 7      | Jonna Sabel         | 7     | 6    | 7     | -     | 20             | -            |
| 8      | Rianne de Vries     | 8     | 7    | 6     | -     | 21             | -            |
| 9      | Sanne Herder        | 9     | 14   | 9     | -     | 32             | -            |
| 10     | Dagmar Kooistra     | 12    | 9    | 11    | -     | 32             | -            |